# Gwydir River
Der Gwydir River ist ein Fluss im australischen Bundesstaat New South Wales und gehört zum Murray-Darling-Becken. Er hat zwei große Nebenflüsse – den Horton River und den Rocky River.
Im Copeton-Stausee am Gwydir River südlich von Inverell wird Wasser für die umliegenden Städte, das Vieh und die Bewässerung vorgehalten. Unterhalb des Stausees bietet der Fluss einige der schwierigsten Wildwasserstrecken Australiens. Vor dem Bau des Stausees und anderer Regulierungsmaßnahmen ergoss sich der Gwydir River in die Gingham and Lower Gwydir Wetlands, ein Sumpfland. Der Gwydir Highway wurde nach dem Fluss benannt.
Ungefähr 800 Hektar des Gwydir-Feuchtgebietes wurden am 14. Juni 1999 zu einem Feuchtgebiet von internationalem Rang nach der Ramsar-Konvention erklärt. Die australische Bundesregierung kaufte das Land, das das größte Feuchtgebiet in privater Hand in New South Wales war, für AU-$ 10 Mio. auf. Daraus soll ein neuer Nationalpark entstehen, da dieses Feuchtgebiet Lebensraum für 160 Vogelarten, davon vier gefährdete, bietet.

## Geographie
Der Gwydir River entspringt im südlichen Teil des nördlichen Tafellandes von New South Wales in der Nähe der Stadt Uralla und fließt 668 Kilometer zunächst nach Nordwesten und dann nach Westen. Kurz vor Moree spaltet sich der Fluss. Der Hauptarm wird in der Folge Mehi River genannt und fließt parallel zum Gwydir River nach Westen, um wie dieser in den Barwon River, einen Quellfluss des Darling River, zu münden. 
Im Ober- und Mittellauf durchfließt der Fluss die Städte Bundarra, Bingara, Gravesend und Pallamallawa. 
Westlich von Moree spaltet sich der Gwydir River weiter auf: der Lower Gwydir oder Big Leather Watercourse ist der südliche Flussarm, der Gingham Watercourse der nördliche. Der Gingham Watercourse fließt nach Westen in den Ballone Creek, bevor dieser in den Big Leather Watercourse mündet. Der Big Leather Watercourse mündet dann in den Mehi River im Süden. Bei Collarenebri mündet auch der Mehi River in den Barwon River.

## Geschichte
Der Botaniker Allan Cunningham überquerte 1827 den Fluss bei Gravesend und nannte ihn nach seinem Patron Peter Robert Burell, 2. Baron Gwydir, der den Titel auf das Gwydir Castle in Wales begründete. Der Bundeswahlkreis Division of Gwydir, der 1901 geschaffen und erst bei den Wahlen 2007 wieder abgeschafft wurde, wurde nach dem Fluss benannt. 
Die Eisengitterbrücken, die den Fluss in Bundarra und Bingara überspannen, gelten als wichtige Brücken der Kolonialzeit.

## Landwirtschaft
Bei Moree gibt es große, künstlich bewässerte Baumwollfelder, daneben Getreide, Vieh und andere landwirtschaftliche Güter. Die Baumwollindustrie hängt von der Bewässerung ab und wurde durch die Dürren in den letzten Jahren, in denen die Wasserzuteilungen für die landwirtschaftlichen Betriebe drastisch gesenkt wurden, besonders betroffen. 2006 errechnete man, dass die Baumwollindustrie 87 % des in der Landwirtschaft eingesetzten Wassers aus dem Gwydir River verbrauchte.
Die Bewässerung am Oberlauf des Gwydir River führte zu einer weitreichenden Reduktion des Wasserstände flussabwärts. Die Verringerung der Wasserführung beeinträchtigte die Landbesitzer, die das Flusswasser zur Tränkung des Viehs und zur Bewässerung kleiner Getreidefelder genutzt hatten. Auch die periodischen Flutung nicht ganzjährig Wasser führender Wasserläufe und der Feuchtgebiete in weiter vom Fluss abgelegenen Ländereien fiel aus. Diese Konflikte führten 1997 zur Gründung des Gwydir Regulated River Management Committee  und zu einem Wasserwirtschaftsplan, der am 1. Juli 2004 in Kraft trat.

## Fauna
Die Namoi-Schildkröte – auch Bell's turtle genannt – findet man endemisch in den Oberläufen des Namoi River, des Gwydir River und des Macdonald River an den Nordwesthängen des Nördlichen Tafellandes.